# Vamos Juan
Vamos Juanés una sèrie de televisió espanyola produïda per 100 balas que s'emet a TNT. És protagonitzada per Javier Cámara i María Pujalte. Es va estrenar el 29 de març de 2020. És la continuació de la sèrie Vota Juan.

## Repartiment

### 1a temporada

#### Repartiment principal
- Javier Cámara - Juan Carrasco
- María Pujalte - Macarena Lombardo
- Adam Jezierski - Víctor Sanz (Episodi 1 - Episodi 5; Episodi 7)
- Esty Quesada - Eva Carrasco (Episodi 1 - Episodi 5; Episodi 7)
- Yaël Belicha - Paula (Episodi 1 - Episodi 3; Episodi 5; Episodi 7)
- Cristóbal Suárez - Ignacio "Nacho" Recalde (Episodi 1; Episodi 4 - Episodi 7)
- Jesús Vidal - Jorge Vicuña (Episodi 3 - Episodi 5; Episodi 7)
- Oti Manzano - Estela (Episodi 4; Episodi 7)

##### Con la colaboración especial de
- Joaquín Climent - Luis Vallejo (Episodi 1 - Episodi 2; Episodi 4 - Episodi 5; Episodi 7)
- José Manuel Cervino - Ernesto Vicuña (Episodi 2 - Episodi 3; Episodi 7)
- Anna Castillo - Montse (Episodi 6)

#### Repartiment episòdic
- Marta González - noia institut (Episodi 1)
- Ignacio Hidalgo - noi institut (Episodi 1)
- Koldo Olabarri - Becari diari (Episodi 1)
- Antonio Gómez - Agent immobiliari (Episodi 2 - Episodi 3)
- Margarita Asquerino - Tía Isabel (Episodi 2)
- Javier Laorden - Cambrer Restaurant (Episodi 2)
- Paco Lahoz - Empresari 1 (Episodi 2)
- Vicente Gil - Empresari 2 (Episodi 2)
- Alfonso Almazán – Empresari 3 (Episodi 2)
- Paula Bueno - Prostituta 1 (Episodi 2)
- Julia Reina - Prostituta 2 (Episodi 2)
- Pedro Ángel Roca - Pascual Anduga (Episodi 3; Episodi 7)
- Rosa Álvarez - Mariluz (Episodi 3; Episodi 7)
- Christian Checa - Álvaro (Episodi 4; Episodi 7)
- Alberto San Juan - Fernández Coll (Episodi 5)
- David Pareja - DJ Boda (Episodi 5)
- Alberto Rodríguez - Perianes (Episodi 5)
- Khaled Kouka - Client recepció (Episodi 6)
- Hamid Krim - Burak (Episodi 6)
- Josep Julien - Fernando, pare de Montse (Episodi 6)
- Moussa Echarif - Cambwr (Episodi 6)
- Ángel Burgos - Sacerdot (Episodi 7)
- Eduardo Antuña - Soriano (Episodi 7)
- Alicia Rodríguez - Dona de Soriano (Episodi 7)
- Elena Alférez - Infermera (Episodi 7)

## Capítulos
| Núm. | Títol           | Direcció           | Guió                                               | Data d'emissió original |
| ---- | --------------- | ------------------ | -------------------------------------------------- | ----------------------- |
| 1    | «Comeback»      | Borja Cobeaga      | Diego San José                                     | 29 de març de 2020      |
| 2    | «El IBEX»       | Borja Cobeaga      | Diego San José                                     | 29 de març de 2020      |
| 3    | «El Opus»       | Borja Cobeaga      | Diego San José                                     | 29 de març de 2020      |
| 4    | «Estela»        | Víctor García León | Diego San José, Víctor García León i Daniel Castro | 29 de març de 2020      |
| 5    | «El astronauta» | Víctor García León | Diego San José i Víctor García León                | 29 de març de 2020      |
| 6    | «Estambul»      | Javier Cámara      | Diego San José i Pablo Remón                       | 29 de març de 2020      |
| 7    | «El funeral»    | Víctor García León | Diego San José, Víctor García León i Daniel Castro | 29 de març de 2020      |